# اوله کریستین ایدراهمر
اوله کریستین ایدراهمر (انگلیسی: Ole Christian Eidhammer؛ زادهٔ ۱۵ آوریل ۱۹۶۵) اسکی‌باز پرش اهل نروژ است.